# Witold Waligórski
Witold Waligórski, ps. „Odrowąż”, „Waligóra”, „Witold Chwalibóg”, „Wujek”,  „Wujaszek”, „Witek”, „Zbigniew”, „Mocny” (ur. 20 marca 1902 w Dąbrowie Górniczej, zm. 22 stycznia 1955 w Gościmiu) – podporucznik Wojska Polskiego, harcerz, oficer wywiadu, żołnierz Armii Krajowej, członek Tajnej Organizacji Wojskowej, członek organizacji „Nie” („Niepodległość”), członek Kedywu Armii Krajowej, służył w Delegaturze Sił Zbrojnych na Kraj, członek Zrzeszenia „Wolność i Niezawisłość”, dowódca oddziałów Dywersji Pozafrontowej na Podhalu, oficer informacyjny Zgrupowań Partyzanckich AK "Ponury", pochodził z rodziny szlacheckiej herbu Odrowąż.

## Życiorys
Witold Stefan Waligórski urodził się 20 marca 1902 r. w Dąbrowie Górniczej w rodzinie Karola i Emilii z d. Czaplickiej. W 1915 r. Waligórscy przenieśli się do Kijowa, gdzie Witold uczęszczał do gimnazjum Polskiej Macierzy Szkolnej. Należał też do drużyny harcerskiej.
W 1916 r. został drużynowym. Do harcerstwa należał do 1919 r., tj. do chwili wstąpienia do Wojska Polskiego. We wrześniu 1918 r. został zaprzysiężony w Polskiej Organizacji Wojskowej. Służył w Harcerskiej Grupie Wywiadowczej. W tym okresie używał pseudonimu „Odrowąż”. Ze swoją grupą (tzw. „piątką”) prowadził wywiad na terenie Kijowa i okolic. W maju 1919 r. wysłany został z misją kurierską z Kijowa do Polski. Przedarł się przez front polsko-bolszewicki w rejonie działania 4 pułku piechoty Legionów i zameldował się po wykonaniu zadania w sztabie 2 Dywizji Piechoty Legionów. Po udanej akcji wstąpił do Wojska Polskiego do 4 pp Leg. W pułku tym dosłużył się stopnia plutonowego w szeregach kompanii technicznej. W czerwcu 1920 r. ukończył kurs teoretyczny i praktyczny Szkoły Podoficerskiej Saperskiej przy Szefostwie Inżynierii i Saperów 4 Armii. Zdemobilizowany został w grudniu 1920 r.
Po przejściu do „cywila” pracował na różnych posadach państwowych i prywatnych, m.in. jako rządca majątku we wsi Worotniów w gm. Poddębce w pow. łuckim (1921–1924), podleśniczy w Nadleśnictwie Podłużne (1924–1927), magazynier w Kowlu (1927–1930), rządca Stacji Rolno-Doświadczalnej w Chełmie Lubelskim (1931–1932) i urzędnik Administracji Domów w Gdyni (1932–1935).
Z dniem 1 lipca 1935 r. został zatrudniony, jako cywilny pracownik – referent w Ekspozyturze 2 Oddziału II (wywiadu) Sztabu Głównego Wojska Polskiego w Warszawie przy ul. Koszykowej. Zamieszkał wówczas we Włochach pod Warszawą. Latem 1939 r. oddelegowany został na placówkę do Nowego Targu w celu zorganizowania i wyszkolenia 15-osobowych oddziałów partyzanckich, których zadaniem w przypadku wojny były działania dywersyjne przeciw Niemcom. We wrześniu został dowódcą odcinka o kryptonimie „Tatry”. Używał wówczas pseudonimu „Waligóra”. Na odcinku Babia Góra – Muszyna Witold dysponował 10 takimi oddziałami, lecz z powodu braku dostaw obiecanego sprzętu grupy te nie były w stanie w pełni zrealizować powierzonych zadań. Dnia 28 września 1939 r. w wyniku obławy grupa dowódcza została rozbita, a Niemcy wyznaczyli nagrodę w wysokości 10000 marek za wydanie w ich ręce Witolda. W październiku 1939 r. wrócił do Warszawy. Tuż przed zajęciem budynku Ekspozytury przy ul. Koszykowej z narażeniem życia niszczył pozostawione tam dokumenty.
Latem 1940 r. zwerbowany został przez Jana Mazurkiewicza „Sępa”, „Radosława” do Tajnej Organizacji Wojskowej. Przyjął pseudonim „Witold Chwalibóg”. Jego zadaniem było werbowanie ludzi do organizacji. Ta forma działania jednak Witoldowi nie wystarczała. Chciał czynnej walki z niemieckim okupantem, dlatego w 1942 r. przeszedł z TOW do AK.
Wiosną 1943 r. skierowany został w Góry Świętokrzyskie, do oddziału partyzanckiego por. cc. Jana Piwnika „Ponurego”. W sztabie Zgrupowań Partyzanckich AK „Ponury” został oficerem wywiadu. Występował wówczas pod pseudonimem „Witek”. Nie służył zbyt długo w lesie.
W nocy z 12 na 13 lipca 1943 r. został ranny podczas akcji dywersyjnej na pociąg na stacji Jędrów (odwet za pacyfikację Michniowa). Po pewnym czasie został przerzucony do Warszawy w celu wyleczenia rany. W stolicy zameldował swoje przybycie komendantowi „Kedywu” płk. Augustowi Fieldorfowi „Nilowi”.
Po wyzdrowieniu, wiosną 1944 r. skierowano go na Nowogródczyznę do formującego się VII batalionu 77 pułku piechoty AK, nad którym dowództwo objął por. „Ponury”.
W batalionie tym pełnił funkcję oficera informacyjnego (wywiadu). Podlegał mu też pluton żandarmerii. Używał wówczas pseudonimów „Wujek” i „Wujaszek”. Na Nowogródczyźnie został ponownie ranny oraz aresztowany przez niemiecką żandarmerię. Osadzono go w areszcie Gestapo w Lidzie. „Ponury” nie zostawił przyjaciela w potrzebie i doprowadził do jego uwolnienia, dokonując wymiany za 5 niemieckich żołnierzy. Po rozwiązaniu batalionu 18 lipca 1944 r., Witold uniknął aresztowania i przedarł się do centralnej Polski. Po rozwiązaniu AK zaangażował się w dalszą walkę w podziemiu niepodległościowym w organizacji „Nie” („Niepodległość”) pod pseudonimem „Mocny”. Po likwidacji „Nie” służył w Delegaturze Sił Zbrojnych na Kraj w grupie Władysława Molendy „Graba”, a następnie Rocha Iwańskiego „Ponurego” działającej w powiecie kozienickim.
Po ujawnieniu grupy Iwańskiego w Urzędzie Bezpieczeństwa, Waligórski pozostał w konspiracji. W październiku 1945 r. nawiązał kontakt z kpt. Emilią Malessą „Marcysią” i dostał od niej propozycję kierowania Komórką Łączności Zagranicznej Zarządu Głównego Zrzeszenia „Wolność i Niezawisłość”. Zgodził się. Nie zdążył przejąć komórki, gdyż udając się na umówione spotkanie w mieszkaniu „Marcysi” wpadł w zasadzkę UB. Został aresztowany i osadzony w więzieniu mokotowskim przy ul. Rakowieckiej. Z więzienia został zwolniony 3 grudnia 1945 r. Po opuszczeniu więzienia krótko mieszkał w Radomiu. Inwigilowany przez UB, zmuszony został do wyjazdu. W lipcu 1946 r. objął posadę kierownika fermy kurzej przy Państwowym Gospodarstwie Rolnym w Gościmiu w gm. Drezdenko. I tam nie zaznał spokoju. Był często nachodzony przez UB oraz wzywany na przesłuchania.

## Życie prywatne

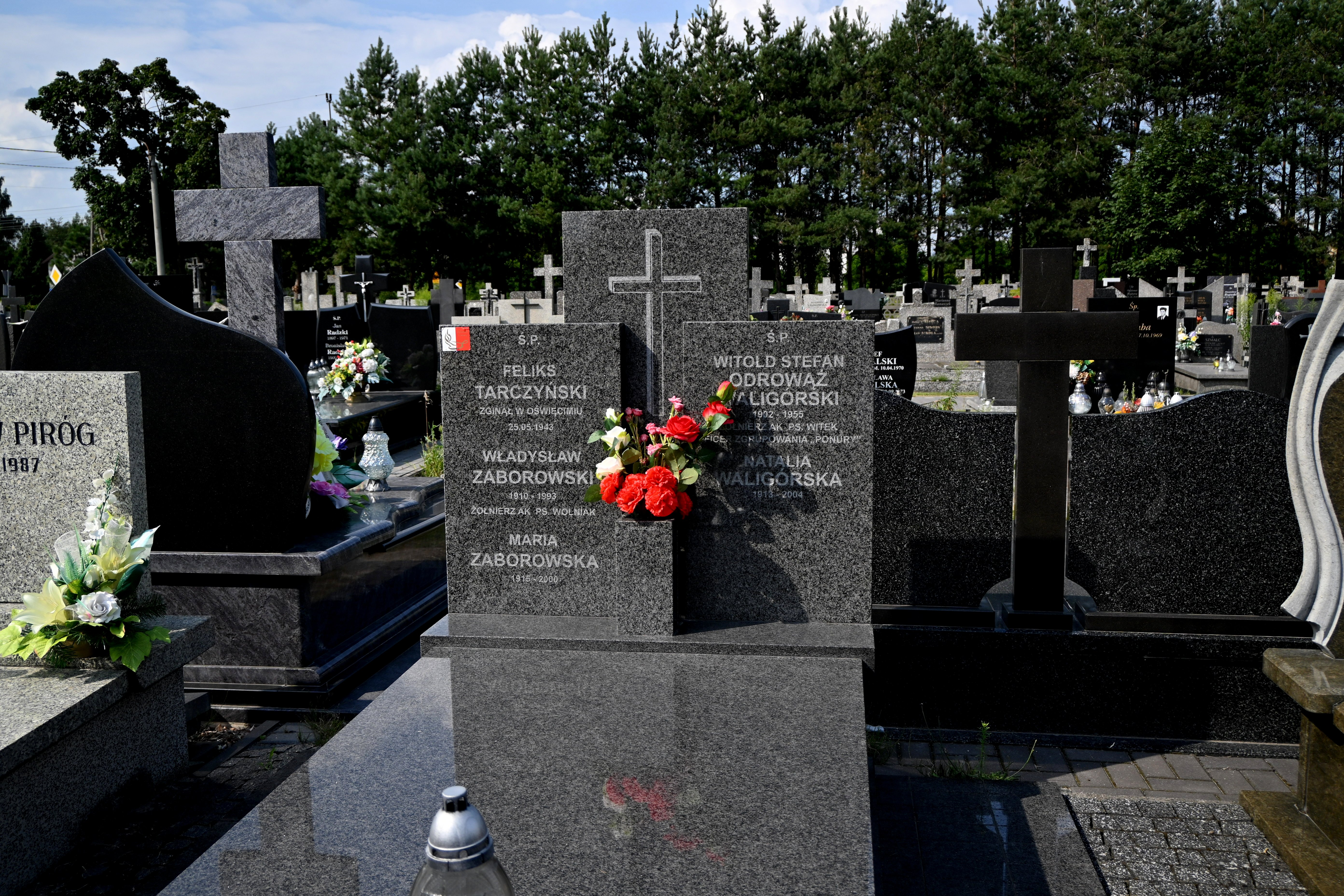
Grób Witolda Waligórskiego na cmentarzu parafialnym w Tłuszczu

W 1921 r. zawarł związek małżeński z Katarzyną Parzęcką. Z małżeństwa tego urodziło się troje dzieci: Karol (1923), Irena (1925) i Helena (1928). 
Czas wojny i konspiracji odbił się negatywnie nie tylko na zdrowiu Witolda, ale i na jego życiu rodzinnym. Z trójki dzieci przeżyła tylko jedna córka – Helena. Karol „Karolek” – również żołnierz Zgrupowań „Ponurego” został rozstrzelany przez Niemców 28 kwietnia 1944 r., Irena aresztowana 9 czerwca 1942 r. za działalność konspiracyjną w małym sabotażu „Wawer” zmarła w KL Auschwitz 1 września 1943 r. Był to też powód rozpadu małżeństwa Witolda i Katarzyny. W 1947 r. ponownie zawarł związek małżeński z Natalią Żurkowską. Z małżeństwa tego urodziła się córka Bożena (1948).
W wyniku przeżyć wojennych i powojennych Witold Waligórski popadł w ciężką chorobę serca. Zmarł przedwcześnie 22 stycznia 1955 r. Pochowany został na cmentarzu parafialnym w Gościmiu. Po śmierci Witolda, rodzina jego została usunięta z zajmowanego gospodarstwa i udała się ponownie do Radomia. Córka Bożena, po wyjściu za mąż, zamieszkała w Tłuszczu pod Warszawą. Tam też sprowadziła matkę, która w 2004 r. zmarła i została pochowana.
Jego stryjem był Teofil Waligórski, mężem jego ciotki był Józef Englicht.

## Upamiętnienie
Staraniem córki w październiku 2013 r. zwłoki Witolda zostały ekshumowane i przeniesione z odległego Gościmia na cmentarz w Tłuszczu. W dniu 25 października 2013 r. prochy Witolda spoczęły przy prochach żony Natalii.
Za swoją pracę niepodległościową Witold Waligórski został odznaczony Medalem Niepodległości, zamienionym na Krzyż Niepodległości oraz Srebrnym Krzyżem Zasługi.

## Ordery i odznaczenia
- Krzyż Niepodległości
- Srebrny Krzyż Zasługi